# شكاعة عريضة الأوراق
الشكاعة عريضة الأوراق (باللاتينية: Fagonia latifolia) نوع نباتي ينتمي إلى جنس الشكاعة من الفصيلة القديسية.

## الموئل والانتشار
موطنها المغرب العربي ومصر.

## مرادفات للاسم العلمي
- (باللاتينية: Fagonia isotricha Murb.)
- (باللاتينية: Fagonia latifolia subsp. isotricha, des. inval.)